# Satyrium afromontanum
Satyrium afromontanum är en orkidéart som beskrevs av La Croix och Phillip James Cribb. Satyrium afromontanum ingår i släktet Satyrium och familjen orkidéer. Inga underarter finns listade i Catalogue of Life.